# Ptochophyle subdefinita
Ptochophyle subdefinita är en fjärilsart som beskrevs av Pierre E.L. Viette 1970. Ptochophyle subdefinita ingår i släktet Ptochophyle och familjen mätare. Inga underarter finns listade.